# Rue Lalande (Paris)
La rue Lalande est une voie publique du 14e arrondissement de Paris, en France.

## Situation et accès
Orientée globalement nord-sud, la rue Lalande débute au 17, rue Froidevaux et se termine au 8, rue Liancourt. Sa longueur est de 180 m. Elle est parallèle à la rue Boulard et traversée par la rue Daguerre. Au niveau du no 3 débouche la rue Eugène-Pelletan. 

## Origine du nom
Elle porte le nom de l'astronome français Joseph Jérôme Lefrançois de Lalande (1732-1807) en raison de son voisinage avec l'Observatoire.

## Historique
La rue Lalande est ouverte au XIXe siècle au Petit-Montrouge, alors territoire de la commune de Montrouge. Elle figure sous le nom de « rue Sainte-Marthe » sur le plan d'Andriveau-Goujon de 1844 et dans la Nomenclature des rues de Paris et des communes environnantes publiée en 1858. Consécutivement à l'annexion par la Ville de Paris de cette partie de la commune de Montrouge, cette voie est classée, en 1863, sous le nom de « rue Sainte-Marie » dans la voirie de Paris. Elle prend alors le nom de « rue de l'Impératrice » avant de prendre sa dénomination actuelle par décret du 24 août 1864.

## Bâtiments remarquables et lieux de mémoire
- No 4 : emplacement, en 1902, de la « popote » russe d'un groupe de l'Iskra, où se rencontrèrent Natalia Sedova et Trotski[5].